# آغچه‌تکیر
اکساتکیر (به لاتین: Akçatekir) یک منطقهٔ مسکونی در ترکیه است که در استان آدانا واقع شده‌است.

## خصوصیات
اکساتکیر ۲٬۸۹۳ نفر جمعیت دارد و ۱٬۲۵۰ متر بالاتر از سطح دریا واقع شده‌است.